# (5675) Evgenilebedev
(5675) Evgenilebedev est un astéroïde de la ceinture principale, découvert le 7 septembre 1986 par l'astronome soviétique Lioudmila Tchernykh à l'observatoire d'astrophysique de Crimée.